# Уайли, Джон (футболист, 1854)
Джон Джордж Уайли (англ. John George Wylie; 5 октября 1854 — 30 июля 1924) — английский футболист, и легкоатлет. Обладатель Кубка Англии в составе «Уондерерс», игрок сборной Англии в 1878 году, победитель национальных олимпийских игр Великобритании по пятиборью в 1879 году.

## Образование и карьера
Уроженец Шрусбери, Уайли прошёл обучение в частной школе Шрусбери с 1869 по 1872 год. После окончания школы отправился в Шеффилд, где прошёл обучение на солиситора. В 1878 году получил право на адвокатскую практику, после чего работал в Лондоне.

## Футбольная карьера
Начал футбольную карьеру в клубе «Шропшир Уондерерс». После переезда в Шеффилд выступал за одноимённый футбольный клуб, а также за футбольную команду города.
2 марта 1878 года провёл свой единственный матч за национальную сборную Англии: это была игра против Шотландии, в котором шотландцы разгромили англичан со счётом 7:2. Уайли забил первый из двух голов англичан.
С января 1875 года по ноябрь 1879 года выступал за клуб «Уондерерс». В сезоне 1877/78 Уайли провёл за «Уондерерс» 11 матчей и забил 9 голов в Кубке Англии, в финальном матче которого «Уондерерс» обыграл «Ройал Энджинирс» со счётом 3:1.
Чарльз Олкок в выпуске «Футбольного ежегодника» 1879 года описал Уайли как «хорошего центр(форвард)а, со скоростью и силой, (который) должен играть за свою команду чаще».

## Лёгкая атлетика
Будучи членом команды «Шропшир Уондерерс», Уайли принял участие в «Национальных олимпийских играх» (англ. National Olympian Games), прошедших в Шрусбери в 1879 году, где выиграл кубок по пятиборью, который ему вручил король Греции Георг I. Также Уайли стал совместным победителем соревнования по прыжкам в высоту, призёром забегов на разные дистанции и по прыжкам с шестом.

## Достижения
«Уондерерс»
- Обладатель Кубка Англии: 1878